# Lučík

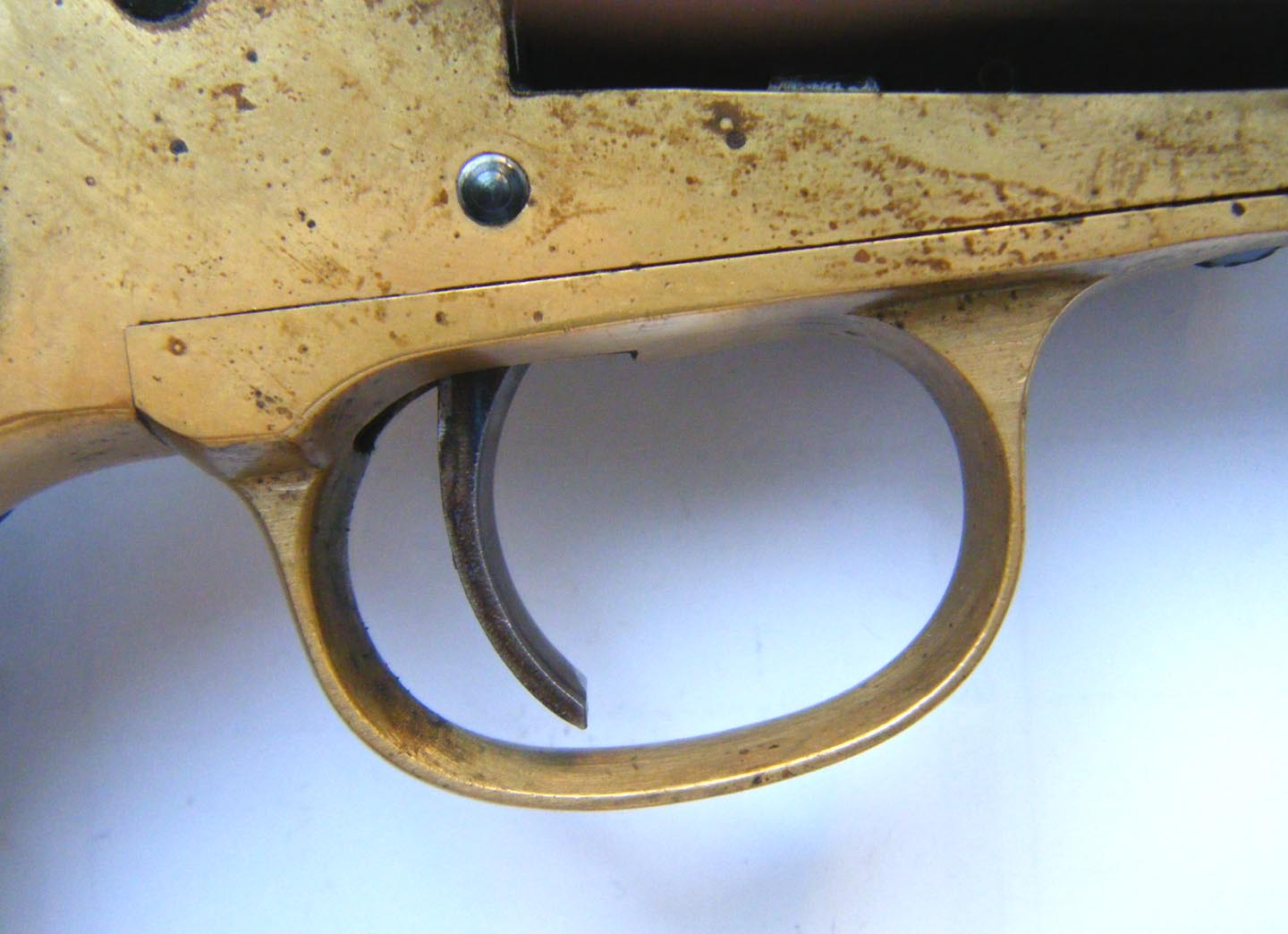
Jednoduchá spoušť s lučíkem

Lučík (angl. trigger guard) je u ručních palných zbraní obvykle obloukovitá součástka, která chrání spoušť před poškozením i před nechtěným výstřelem. V Evropě se začal užívat brzy po zavedení střelných zbraní.

## Popis
Lučík je obvykle kovový, řidčeji z plastické hmoty. Může být upraven pro střelbu jednou rukou nebo oběma, pro střelbu v rukavicích a podobně.